# Búbares

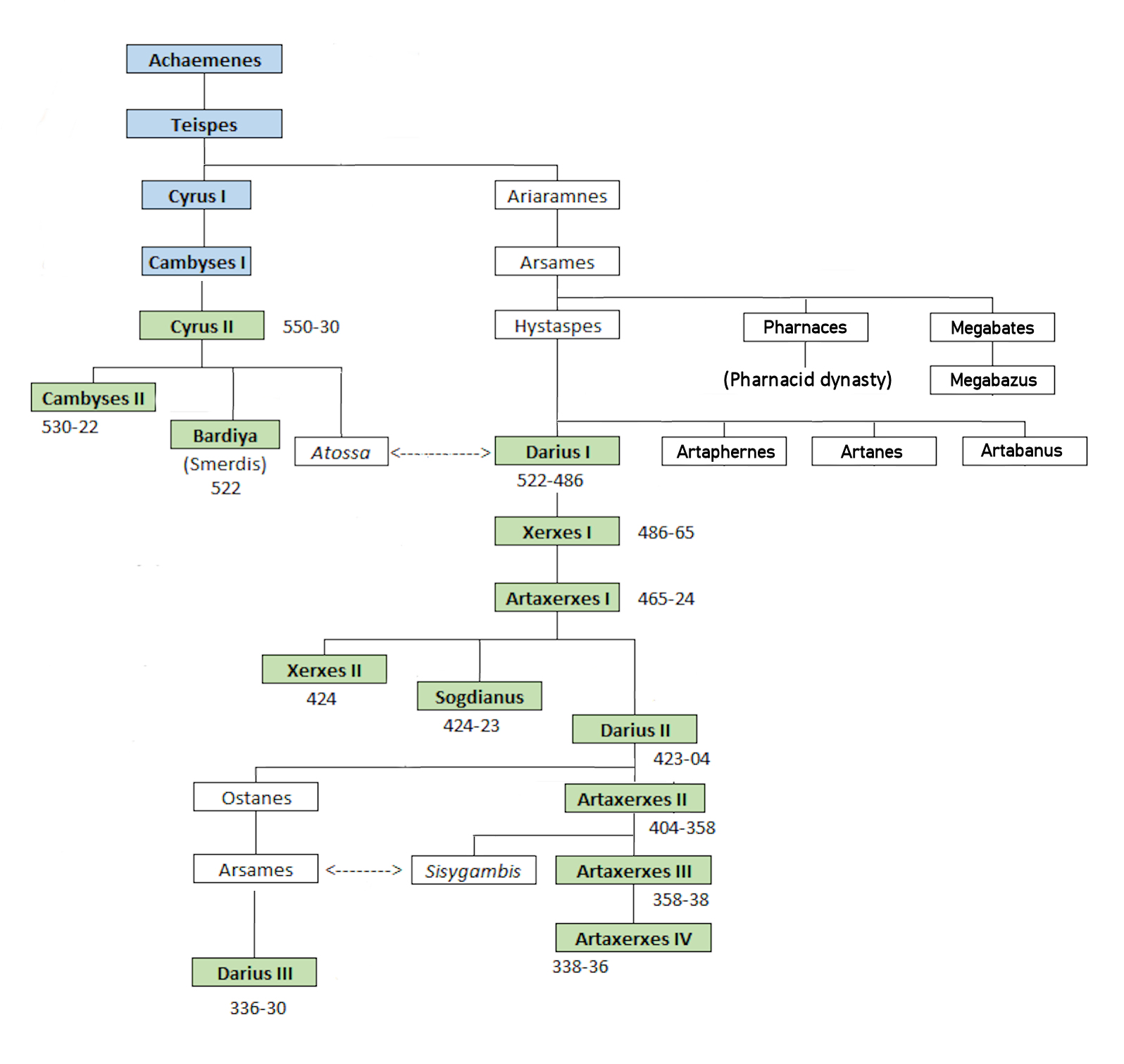
Búbares era hijo de Megabazo.

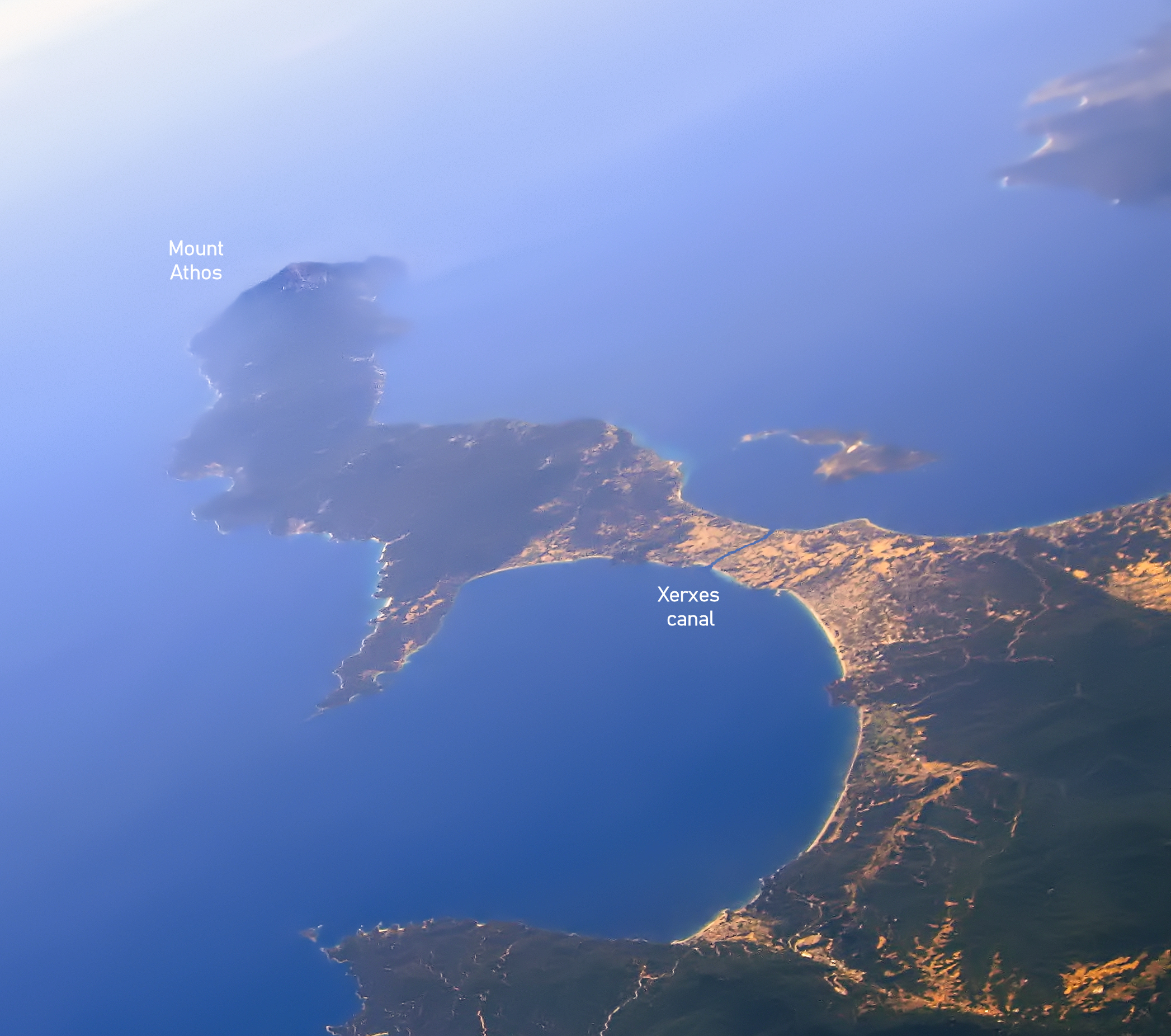
Búbares construyó el Canal de Jerjes para el paso de la segunda invasión aqueménida de Grecia. Península del Monte Athos desde la estratosfera (a 23 km de altitud), y simulación del Canal de Jerjes (visto desde el norte).

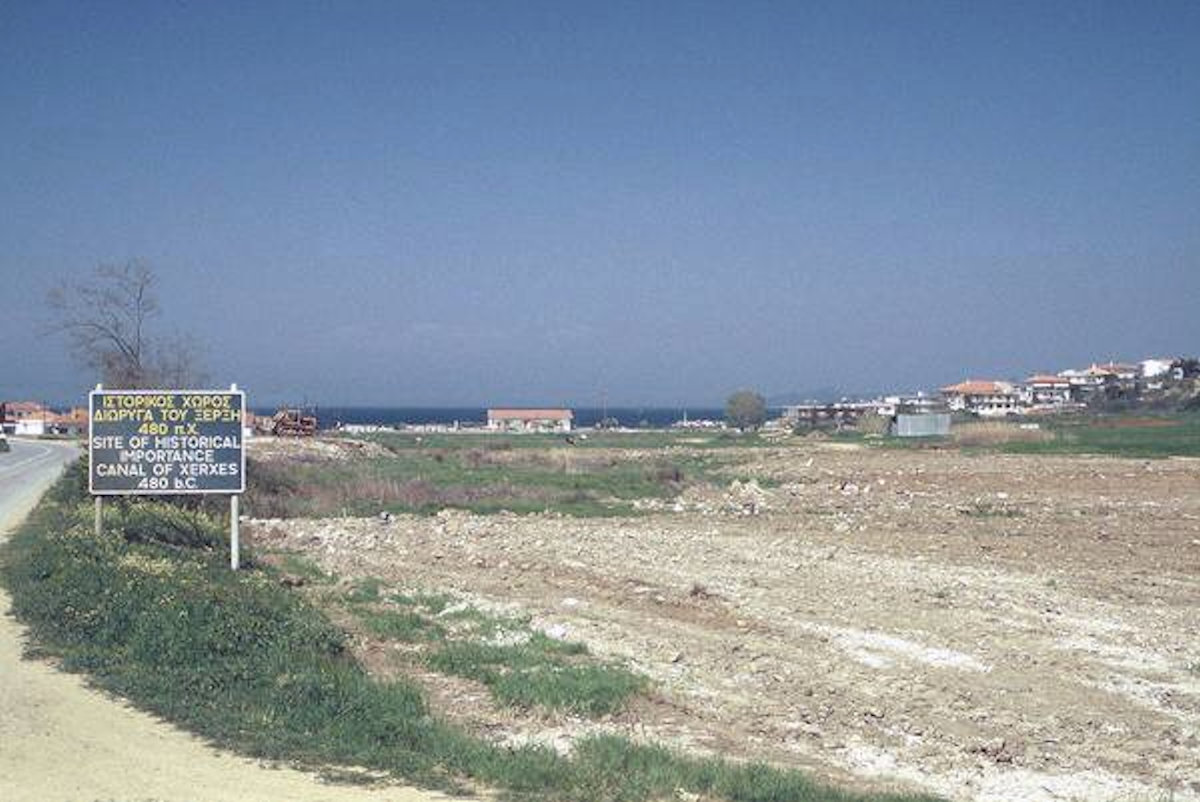
Extremo norte del Canal de Jerjes, actualmente colmatado.

Búbares (en griego: Βουβάρης, fallecido después del 480 a. C.) fue un noble  persa e ingeniero del siglo V a. C., al servicio del Imperio aqueménida. Fue uno de los hijos de Megabazo, y primo en segundo grado de Jerjes I.

## Matrimonio con la hermana de Alejandro I de Macedonia
Fue enviado a Macedonia para resolver un conflicto diplomático con el rey Alejandro I. Alejandro había sido considerado responsable (como príncipe heredero) del asesinato de varios miembros de una delegación persa unos años antes. Los persas se habían tomado libertades con las mujeres macedonias del palacio, por lo que todos habían sido asesinados junto con sus ayudantes por el rey Alejandro y sus hombres. El general Búbares fue enviado con un contingente de tropas para investigar el asunto. Alejandro resolvió la situación entregando una gran suma de dinero y casando a su hermana Gigea con Búbares: 

Así fue como encontraron la muerte esos sujetos, y con ellos también su comitiva; ya que su séquito lo componían carruajes, servidores y toda una gran cantidad de bagajes Pues bien, todo eso fue lo que, en unión de la totalidad de los embajadores, hicieron desaparecer los macedonios. Y por cierto to que, posteriormente, los persas llevaron a cabo, no mucho tiempo después, una concienzuda investigación para hallar a dichos individuos, pero Alejandro detuvo astutamente sus averiguaciones mediante la entrega de una elevada suma y de su propia hermana, cuyo nombre era Gigea: Alejandro detuvo las indagaciones entregándole lo que he dicho al persa Búbares, el jefe de los encargados de buscar a los desaparecidos. Así fue, en
definitiva, como se detuvieron las pesquisas y la muerte de aquellos persas se mantuvo en silencio
Heródoto, Historias 5.21-22.

## Canal de Jerjes
Alrededor del año 483 a. C., Jerjes I encargó a Búbares que, junto con Artaqueas, dirigiera la construcción de lo que hoy se conoce como el Canal de Jerjes a través del istmo de las estribaciones orientales de la península de Calcídica (cerca de Ierissós). Allí, casi diez años antes, la gran flota de Mardonio había sido destrozada en medio de las accidentadas marejadas frente al monte Athos. El canal evitó la posibilidad de que se repitiera este desastre. Su construcción del canal fue uno de los proyectos más elaborados de la Antigüedad y duró tres años, ya que los trabajadores fueron reclutados a la fuerza entre diversos pueblos, incluidos los habitantes del monte Athos.

En primer lugar, hacía ya unos tres años que estaba haciendo todos los preparativos con respecto al Athos, ya que los primeros que intentaron rodearlo habían naufragado. Se anclaron trirremes frente a Eleo, en el Quersoneso; con ellas como cuartel general, se obligó a toda clase y condición de hombres del ejército a cavar un canal bajo el látigo, acudiendo por turnos a la obra; y los que habitaban en los alrededores del Athos cavaron igualmente. Búbares hijo de Megabazo y Artaqueas hijo de Arteo, persas ambos, fueron los supervisores de los obreros.
Heródoto 7.22.

## Puente del Estrimón

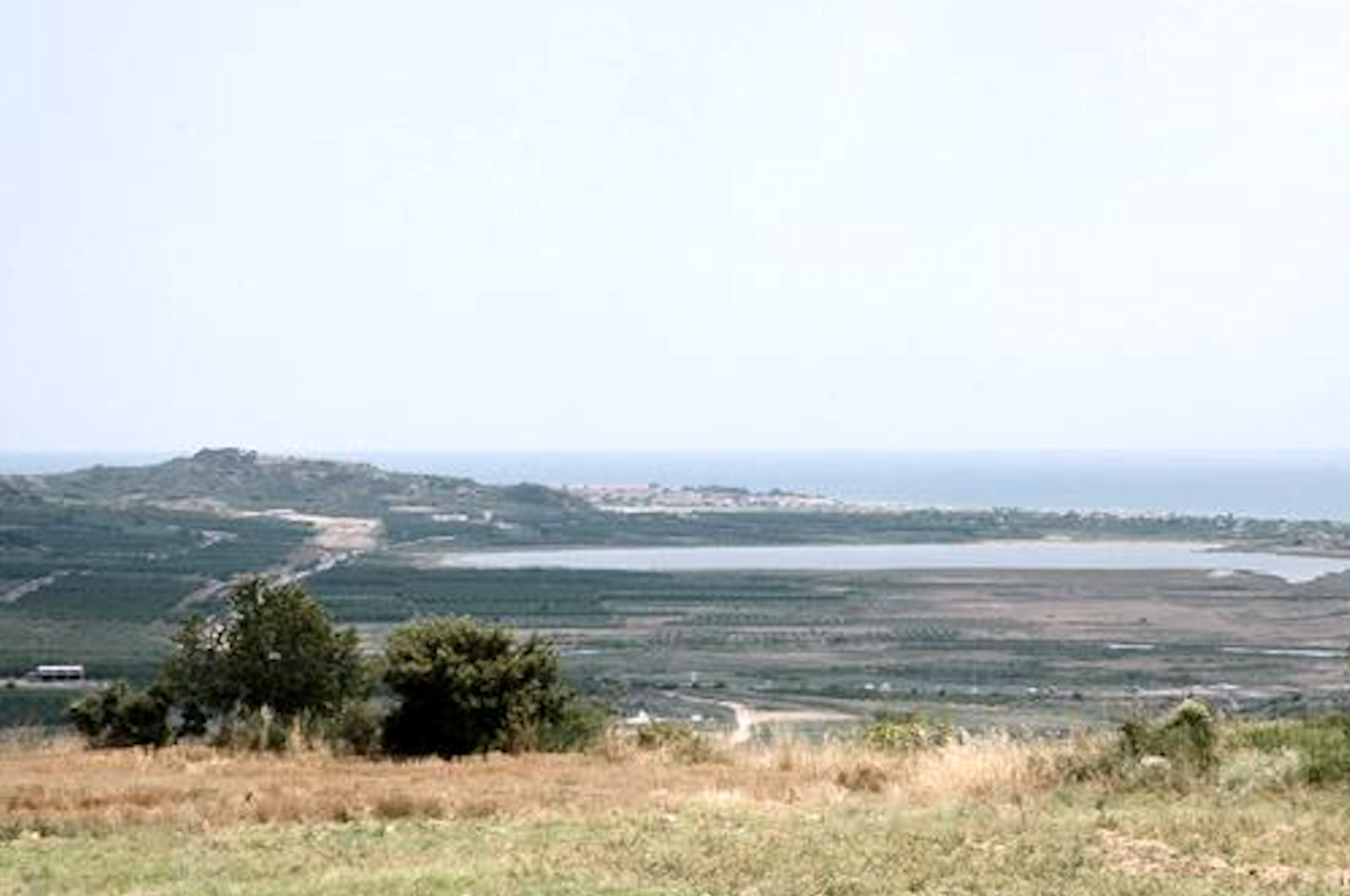
La antigua fortaleza persa de Eyón (izquierda) y la desembocadura del río Estrimón (derecha), vistas desde Ennea Hodoi (Anfípolis).

Según Heródoto «a los mismos hombres encargados de la excavación se les encargó también unir las orillas del río Estrimón mediante un puente.» El puente sobre el río Estrimón también facilitaría la progresión de la fuerza invasora aqueménida.